# Beyond the Valley of 1984
Beyond the Valley of 1984 è il secondo album della band punk rock Plasmatics, pubblicato nel 1981 dalla Stiff Records.

## Tracce
1. Incantation – 2:13
2. Masterplan – 3:06
3. Headbanger – 3:23
4. Summer Nite – 4:42
5. Nothing – 3:42
6. Fast Food Service – 1:22
7. Hit Man (Live Milan) – 3:25
8. Living Dead – 4:30
9. Sex Junkie – 3:06
10. Plasma Jam (Live Milan) – 8:30
11. Pig Is A Pig – 4:30

## Formazione
- Wendy O. Williams - voce, sassofono, motosega
- Richie Stotts - chitarra
- Wes Beech - chitarra, tastiere
- Jean Beauvoir - basso
- Neil Smith - batteria